# James Melvill van Carnbée
James Arnaud Henri Louis Melvill van Carnbée (L'Aia, 11 agosto 1867 – Zeist, 4 gennaio 1944) è stato uno schermidore olandese, vincitore di una medaglia di bronzo nella scherma ai giochi intermedi di Atene del 1906 (non riconosciuti dal CIO).